# Жариков Володимир Юрійович
Володимир Юрійович Жариков (рос. Владимир Юрьевич Жариков; 6 листопада 1938 — 10 травня 2024) — радянський, український і російський каскадер, актор, кандидат філософських наук, поет, прозаїк. Член Національної спілки кінематографістів України. Почесний кінематографіст Росії, Член Союзу кінематографістів Росії і Гільдії акторів кіно Росії, член Союзу письменників Росії.

## Життєпис
Народився 1938 р. в м. Смоленськ (Росія). 
Закінчив Одеський державний університет (1969). Працював в Одесі.
Працював в кіно як актор і каскадер з середини 70-х. Знявся в декількох десятках фільмів. 
У 1980-ті роки заснував в Одесі школу каскадерській майстерності, яка проіснувала десять років.
За виконання головної ролі у документальному фільмі про драматичну долю каскадера «Сторонній (полемічні фрагменти до портрету)» (1993, Україна) удостоєний звання лауреата Міжнародного кінофестивалю «Золотий витязь». 
Викладав в московській школі каскадерській підготовки Всеросійського об'єднання каскадерів «Майстер», організував свою приватну кінофірму «Мустанг». 
У 1990-ті роки став жертвою шахраїв, втратив квартиру, практично перестав зніматися. Проживав у Москві.
Помер 10 травня 2024 року.

## Фільмографія
Знімався у фільмах:
- «Червоні дипкур'єри» (1977, епізод)
- «Ненависть» (1977)
- «Артем» (1978)
- «Д'Артаньян та три мушкетери» (1978, актор, каскадер)
- «Сищик» (1979, епізод)
- «Пірати XX століття» (1979, актор)
- «Місце зустрічі змінити не можна» (1979, т/ф, актор, каскадер)
- «Пригоди Тома Сойєра і Гекльберрі Фінна» (1981, каскадер)
- «Розгін» (1982)
- «Таємниці мадам Вонг» (1985, кскадер)
- «У пошуках капітана Гранта» (1985, епізод)
- «Зміна долі» (1987, епізод)
- «Десять негренят» (1987, епізод)
- «Астенічний синдром» (1989)
- «Сторонній» (1993, док. фільм) та ін.